# プロポーズ (1999年の映画)
『プロポーズ』（The Bachelor）は、1999年のアメリカ合衆国のロマンティック・コメディ映画。
監督はゲイリー・シニョール、出演はクリス・オドネルとレネー・ゼルウィガーなど。
ロイ・クーパー・メグルーの舞台劇『Seven Chances』を原作とし、1925年に公開されたバスター・キートン監督・主演の無声映画『キートンのセブン・チャンス』（日本初公開時のタイトルは 『キートンの栃麺棒』）のリメイクである。

## ストーリー
ジミーは自由な独身生活を満喫するために付き合っている女の子との結婚をこれまで意識的に避けて来た。ところが、大金持ちの祖父が1億ドルの遺産を遺して突然亡くなり、祖父の遺言でジミーが遺産を相続するためには30歳の誕生日までに結婚しなければならなくなる。しかもそれは明日である。ジミーはかつての恋人たちと会い、結婚しようと迫るが、ことごとく失敗する。

## キャスト
| 役名               | 俳優                       | 日本語吹替                                                                                  | 日本語吹替 | 日本語吹替 |
| 役名               | 俳優                       | ソフト版                                                                                    | テレビ朝日版 |            |
| ------------------ | -------------------------- | ------------------------------------------------------------------------------------------- | --- | ---------- |
| ジミー・シャノン   | クリス・オドネル           | てらそままさき                                                                              | 森川智之 |            |
| アン・アーデン     | レネー・ゼルウィガー       | 松本梨香                                                                                    | 岡本麻弥 |            |
| マルコ             | アーティ・ラング           | 菅原淳一                                                                                    | 桜井敏治 |            |
| シド・グラックマン | エドワード・アズナー       | 藤城裕士                                                                                    | 稲垣隆史 |            |
| ロイ・オデル       | ハル・ホルブルック         | 小島敏彦                                                                                    | 大塚周夫 |            |
| 神父               | ジェームズ・クロムウェル   | 城山堅                                                                                      | 塚田正昭 |            |
| ナタリー・アーデン | マーリー・シェルトン       | 小島幸子                                                                                    | 日高奈留美 |            |
| ジミーの祖父       | ピーター・ユスティノフ     | 塚田正昭                                                                                    | 緒方賢一 |            |
| モニーク           | キャサリン・タウン         |                                                                                             | |            |
| ステイシー         | レベッカ・クロス           |                                                                                             | |            |
| ゾーイ             | ステイシー・エドワーズ     |                                                                                             | |            |
| イラーナ           | マライア・キャリー         | 菊池いづみ                                                                                  | |            |
| キャロリン         | サラ・シルバーマン         |                                                                                             | |            |
| ダフネ             | ジェニファー・エスポジート |                                                                                             | |            |
| バックレイ         | ブルック・シールズ         | 相沢恵子                                                                                    | |            |
| その他             | N/A                        | 篠原正典 遠藤純一 山本尚弘 河野智之 黒田弥生 小池亜希子 佐藤しのぶ 園田恵子 西宏子 彩木香里 | 福田信昭 唐沢潤 藤本譲 好村俊子 藤生聖子 八十川真由野 魏涼子 深水由美 林真里花 幸田夏穂 雨蘭咲木子 西凛太朗 伊藤栄次 荒川太郎 石塚さより 彩木香里 木下尚紀 茂呂田かおる |            |
| 日本語版スタッフ   |                            |                                                                                             | |            |
| 演出               | 演出                       | 中野洋志                                                                                    | 清水勝則 |            |
| 翻訳               | 翻訳                       | 原口真由美                                                                                  | 武満真樹 |            |
| 調整               | 調整                       |                                                                                             | 高橋昭雄 |            |
| 効果               | 効果                       |                                                                                             | 南部満治 |            |
| 制作               | 制作                       | ACクリエイト                                                                                | ザック・プロモーション |            |
| 初回放送           | 初回放送                   | N/A                                                                                         | 2003年4月20日 『日曜洋画劇場』 |            |

※日本語吹替は上記の他、クリス・オドネルを平田広明が吹き替えた機内上映版が存在する。

## 主な挿入曲
- 「僕は気ままに」（デヴィッド・バーン）
- 「マイ・エヴリシング」（バリー・ホワイト）
- 「ハイヤー・アンド・ハイヤー」（ジャッキー・ウィルソン）
- 「クッド・ユー・ビー・ラヴド」（ボブ・マーリー&ザ・ウェイラーズ）

## 作品の評価
評論家からは酷評されている。
Rotten Tomatoesによれば、批評家の一致した見解は「陳腐で、知恵がなくてイライラさせる『プロポーズ』は、クリス・オドネルがバスター・キートンでないことを証明している。」であり、70件の評論のうち高評価は9%にあたる6件のみで、平均点は10点満点中3.55点となっている。
Metacriticによれば、26件の評論のうち、高評価は1件、賛否混在は10件、低評価は15件で、平均点は100点満点中31点となっている。